# Rhamnus lamprophylla
Rhamnus lamprophylla är en brakvedsväxtart som beskrevs av Camillo Karl Schneider. Rhamnus lamprophylla ingår i släktet getaplar, och familjen brakvedsväxter. Inga underarter finns listade i Catalogue of Life.